# سمك الرمح
أسماك الرمح اسم يطلق على الأسماك ضمن فصيلة الأسماك عظمية الحراشف، وهي فصيلة تضم سبع أنواع حية من السمك ضمن جنسين، يَقطنون الماء العذب والمالح وأحياناً البحر في مناطق شرق أمريكا الشمالية والوسطى وجزر الكاريبي.

## الانتشار
أسماك الرمح تصنف ضمن رتبة عظميات الحراشف، وهي رتبة قديمة من شعاعيات الزعانف "البدائية"، فأحافير هذه المجموعة تعود إلى العصر الطباشيري المتأخر فصاعداً. عُثر على أحافير أسماك الرمح في أوروبا وأمريكا الجنوبية والشمالية، مما يُشير إلى أن هذه الأسماك كانت منتشرة على نطاق أكبر في الماضي مما هو عليه اليوم. تُعتبر هذه الأسماك مجموعة باقية من أسماك عظمية بدائية ازدهرت خلال الحقبة الوسطى، وأقرب الأسماك إليها اليوم هي البوفن، وهي أسماك قديمة أخرى لا تُوجد الآن إلا في أمريكا الشمالية.

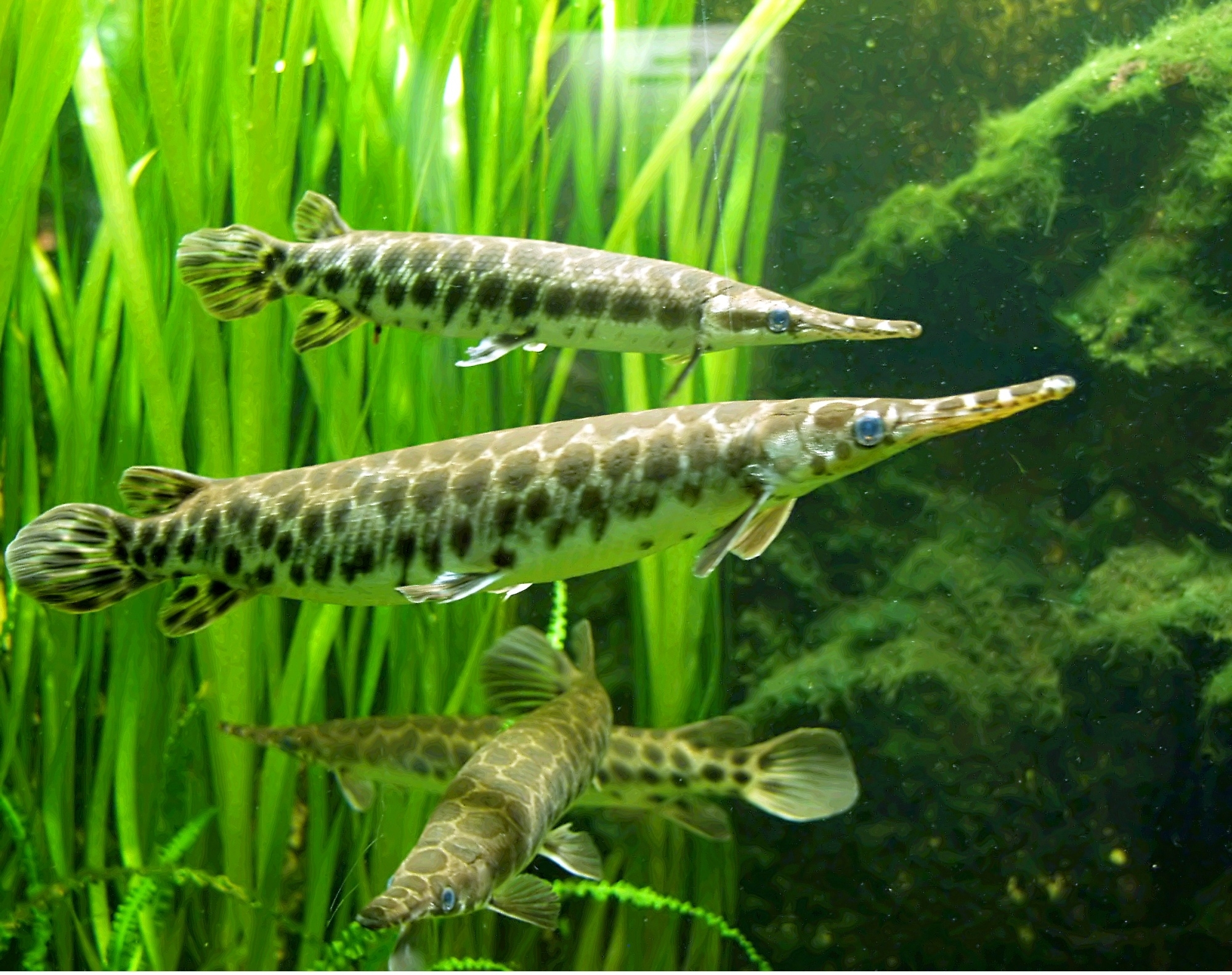
سمكة رمح في حوض مائي.

## التشريح والبُنية
أجسام أسماك الرمح ممتدة ومصفحة بقوة بحراشف صلبة، وتملك فكوكاً ممتدة مشابهة تملؤها أسنان طويلة وحادّة. زعانفها الذيلية غير متناظرة (العمود الفقري ممتد حتى القسم العلوي من الزعنفة، مما يَجعله أكبر من القسم السفلي) وزعانفها الظهرية قريبة من الذيل. بما أن مثاناتهم الهوائية يُمكنها أن تعمل كرئات، فإن معظم أسماك الرمح تصعد بشكل دوري إلى السطح لتأخذ جرعة من الهواء، وتفعل هذا أكثر بكثير عندما تكون في الماء الراكد أو الحار لأنه يَفتقر إلى الأوكسجين. كنتيجة لهذا، فهذه الأسماك تملك احتمالاً قوياً للغاية وتستطيع البقاء في ظروف يُمكنها أن تقتل معظم الأسماك الأخرى.
جميع أسماك الرمح هي أسماك كبيرة نسبياً، لكن رمح القاطور هو أكبرها، حيث أنه قد سُجلت أسماك من هذا النوع بطول يَصل إلى ثلاثة أمتار. وحتى الأنواع الأصغر مثل الرمح المنقط كبيرة، فعادةً ما تصل إلى طول يَتجاوز الـ60 سنتيمتراً، وأحياناً أكثر بكثير.

## البيئة
أسماك الرمح هي أسماك بطيئة الحركة باستثناء الحالة التي تهاجم فيها الفريسة. إنها تفضل المناطق الضحلة وكثيرة الأعشاب في الأنهار والبحيرات والروافد، وكثيراً ما تجتمع في مجموعات صغيرة. وهي ضوارِ نهمة، فهي تُمسك بفرائسها بأسنانها الشبيهة بالإبر، حيث تهاجم بجانبي رأسها. تتغذى الرماح بشكل كبير على الأسماك الأصغر منها واللافقاريات مثل السرطانات. الرماح موجودة عبر كل أمريكا الشمالية، وبالرغم من أنها توجد بالأساس في مناطق الماء العذب، إلا أن أنوعاً عديدة تدخل الماء الراكد، والقليل منها يُمكن أن توجد أحياناً في البحر.